# حسن صوفان
حسن صوفان (من مواليد 1977)، المعروف أيضًا باسمه الحركي باسم أبو البراء، هو زعيم سوري شارك في الثورة السورية الثورة السورية عام 2011 يشغل حالياً منصب محافظ محافظة اللاذقية منذ 17 كانون الأول (ديسمبر) 2024. عين قائداً لحركة أحرار الشام وشغل المنصب من يوليو/تموز 2017 حتى استقالته في أغسطس/آب 2018. كما شغل منصب القائد العام لجبهة تحرير سوريا، وتولى المنصب مطلع عام 2018.

## سيرة

### النشأة
ولد حسن صوفان عام 1977 في مدينة اللاذقية الساحلية السورية.

### أنشطة ما قبل الحرب
حصل صوفان على شهادة في الاقتصاد من جامعة تشرين. وعاش في المملكة العربية السعودية ودرس العلوم الإسلامية هناك على يد علماء من بينهم محمد بن عثيمين وعبد الله بن جبرين، حتى اعتقاله في عام 2005 من قبل السلطات السعودية وترحيله إلى سوريا. عند عودته إلى سوريا، احتجز في سجن صيدنايا وشارك في أعمال شغب هناك في عام 2008، ثم تفاوض على إطلاق سراحهم مع مسؤولين سوريين، وخلال فترة وجوده في السجن ارتبط بفصائل في السجن والتي شكلت فيما بعد جبهة النصرة وتنظيم الدولة الإسلامية في العراق والشام. ووصف أحد زملائه السابقين في السجن والذي عرف صوفان وأصبح ناشطاً، صوفان بأنه معتدل، قائلاً إنه لا يتفق مع النهج والمواقف التي تتخذها جبهة النصرة وداعش، لكنه لا ينوي قتالهم أو أي فصائل إسلامية أخرى، وهو ضد الاقتتال الداخلي، ويرى أن قضايا مثل التكفير من بين القضايا الأكثر تعقيداً في العقيدة الإسلامية. وزعم الناشط أيضًا أن أيديولوجية صوفان هي نفسها أيديولوجية القيادة المبكرة لأحرار الشام.

### الثورة السورية
أُطلق سراحه من السجن في أواخر ديسمبر/كانون الأول 2016 بعد عملية تبادل أسرى بين الحكومة السورية والمعارضين، وعين زعيمًا لأحرار الشام في منتصف عام 2017. ووعد بإعادة إحياء حركة أحرار الشام وألقى باللوم على القيادة السابقة للجماعة في تراجعها. في عام 2018، أصبح القائد العام لجبهة تحرير سوريا، وهي اندماج بين حركة أحرار الشام وحركة نور الدين الزنكي والتي دخلت لاحقًا في صراع مع هيئة تحرير الشام بعد فترة وجيزة من تشكيلها في فبراير 2018. وفي أغسطس/آب 2018 استقال من منصبه كزعيم لحركة أحرار الشام.[بحاجة لمصدر]
في مايو 2019، استقال من منصبه عندما كان زعيماً للجبهة الوطنية للتحرير وكذلك منصبه في أحرار الشام لأسباب غير معروفة، وذكر أن الأسباب كانت شخصية، كما ذكر أنه ملتزم بالقتال وسيستمر في المشاركة في الحرب الأهلية السورية.

### محافظ محافظة اللاذقية
بعد سقوط نظام الأسد في ديسمبر 2024، عين صوفان محافظًا لمحافظة اللاذقية في 17 ديسمبر من قبل السلطة السورية الجديدة.